# درد ملت
درد ملت (به کُردی: ژانی گه‌ل) رمانی به زبان کُردی سورانی است که توسط ابراهیم احمد نویسندۀ کُرد نوشته شده‌است.
این رمان توسط محمد قاضی و احمد قاضی زیر عنوان درد ملت از کردی سورانی به فارسی ترجمه و در ۱۹۸۰ در ایران به چاپ رسید. ابراهیم احمد این رمان را در سال ۱۹۵۶ نوشت ولی تا سال ۱۹۷۲ به صورت کتاب به چاپ نرسیده بود. در ۱۹۶۹ بخش‌هایی از آن در روزنامه کردی رزگاری در سلیمانیه منتشر شده بود. ابراهیم احمد این رمان را به جنگجویان الجزایر تقدیم کرده بود. رمان درد ملت به ترکی و فرانسوی هم ترجمه شده و در سال ۱۹۹۲ نسخه کرمانجی آن هم در استکهلم به چاپ رسید.

## منبع
احمدزاده، هاشم، Nation and novel, a study of Persian and Kurdish narrative discourse، اوپسالا ۲۰۰۳، صص۲۳۶-۲۳۷.
- وب‌گاهی در مورد فیلم ژانی گه‌ل